# Superia (Karlsruhe)
Voor het Belgische bromfietsmerk, zie Superia (Zedelgem)
Superia is een historisch Duits merk van motorfietsen.
De bedrijfsnaam was: Superia Fahrzeugbau Adolf Kormann, Karlsruhe-Daxlanden.
Adolf Kormann was een bekende coureur op Wanderer, Mars en zijn eigen Superia-motoren. De Superia’s hadden meestal 350- en 500 cc Küchen-motoren. Heel zelden werd een ECE-blok (E. Cazin, Köln-Ehrenfeld) gebruikt. De productie van de Superia-motorfietsen liep van 1925 tot 1928. Een Duitse wetswijziging maakte het toen voor veel fabrikanten moeilijk omdat men met motorfietsen tot 200 cc belastingvrij en zonder rijbewijs mocht gaan rijden. Superia bood dergelijke modellen echter niet aan.